# Gardian (Camarga)

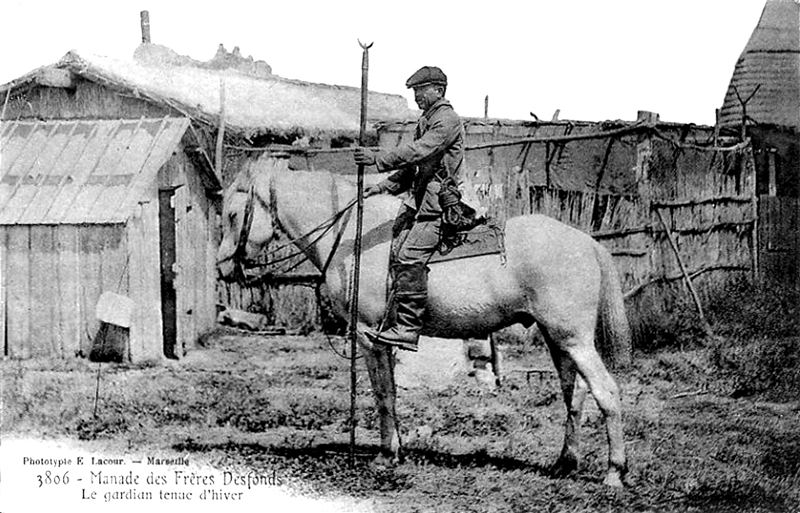
Gardian con vestiduras invernales y su tridente (foto de postal a inicios de).

Gardian es el nombre dado en francés y en provenzal  a los guardianes-jinetes que resguardan y cuidan las manadas de vacunos y caballos semisalvajes de la Camarga, una región bastante pantanosa situada en el delta del Ródano, entre la Provenza y el Languedoc.
Tradicionalmente los gardians utilizan un atuendo e instrumental típico adaptado a sus labores: lo caracteriza el uso de sombreros alares o de boinas con viseras, botas, pantalones de telas recias, a pie utiliza un bastón, a caballo utiliza un bastón largo que culmina en una horquilla o tridente y una cuerda de lazo, sus viviendas tradicionales son chozas o cabañas de cañas con techos a dos aguas que recuerdan a los ranchos de los gauchos. Para el código rural francés el gardian es un obrero agrícola. 

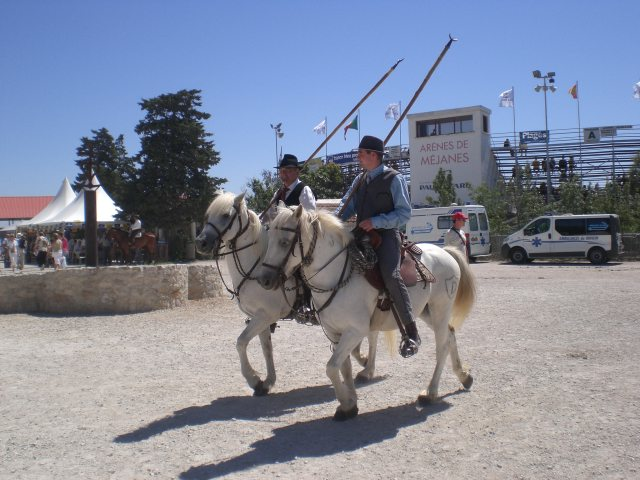
Gardians en vestiduras tradicionales a inicios del presente siglo.

Los gardianes han sido y son tema del arte, especialmente de la literatura y la cinematografía, por ejemplo en el film llamado precisamente Le gardian de La Camargue de Léonce Perret.